# Gdzie jesteś, Amando?
Gdzie jesteś, Amando? (ang. Gone Baby Gone) – amerykański film fabularny (dramat kryminalny) z 2007 roku w reżyserii Bena Afflecka (debiut reżyserski), nakręcony na podstawie powieści Dennisa Lehane’a.

## Fabuła
Fabuła filmu przedstawia historię poszukiwań zaginionej dziewczynki Amandy prowadzonych przez zatrudnionych przez rodzinę prywatnych detektywów Patricka Kenzie i jego partnerkę Angelę Gennaro.

## Obsada
- Casey Affleck – Patrick Kenzie
- Michelle Monaghan – Angela „Angie” Gennaro
- Amy Ryan – Helene McCready
- Morgan Freeman – Jack Doyle
- Ed Harris – Detektyw Remy Broussard
- Robert Wahlberg – Detektyw O’Malley
- Amy Madigan – Beatrice McCready
- Michael K. Williams – Devin
- John Ashton – Poole
- Edi Gathegi – Cheese

## Zdjęcia
Zdjęcia do filmu realizowane były na terenach amerykańskich stanów Massachusetts i Kalifornia.